# روبرت هاميلتون
روبرت هاميلتون (بالإنجليزية: Robert Hamilton)‏ (13 مايو 1877 بإلغين في المملكة المتحدة - 1 يناير 1948) هو لاعب كرة قدم بريطاني (وحمل سابقاً جنسية المملكة المتحدة لبريطانيا العظمى وأيرلندا) في مركز الهجوم. شارك مع منتخب اسكتلندا لكرة القدم. أما مع النوادي، فقد لعب مع نادي دندي ونادي رينجرز ونادي فولهام وهارت أوف ميدلوثيان وإلغين سيتي ‏ ورابطة كرة القدم الاسكتلندية الحادية عشر ‏ ونادي كوينز بارك ونادي غرينوك مورتون.

## وصلات خارجية
- روبرت هاميلتون على موقع الاتحاد الإسكتلندي (الإنجليزية)
- روبرت هاميلتون على موقع قاعدة بيانات كرة القدم.إي يو (الإنجليزية)
- روبرت هاميلتون على موقع ناشيونال فوتبول تيمز (الإنجليزية)
- روبرت هاميلتون على موقع عالم كرة القدم.نت (الإنجليزية)